# Auguste Nepveu
Ne doit pas être confondu avec Auguste Neveu.
Pour les articles homonymes, voir Nepveu.
Auguste Nepveu, aussi Neveu, né le 7 janvier 1775 à Paris où il est mort le 1er janvier 1837, est un libraire-éditeur français.

## Biographie
Auguste Nepveu naît à Paris le 7 janvier 1775.
Auguste Nepveu exerce le métier de libraire à Paris, passage des Panoramas, à partir de décembre 1804 et est breveté libraire le 1er octobre 1812. Son brevet est renouvelé le 30 mars 1820. Il est déclaré en faillite en juin 1828 mais est toujours en activité entre 1830 et 1834.
Le 29 octobre 1830, sa femme, née Marie-Anne-Françoise Deslandes, âgée à cette date de 46 ans, également brevetée libraire, déclare travailler avec son mari depuis vingt ans et exerce à la même adresse, et cela jusque vers 1835.
Auguste Nepveu meurt le 1er janvier 1837 dans l'ancien 2e arrondissement de Paris.

## Édition
Adresses successives (à Paris)
- Rue Jacob, n° 23 et 1232 [sic], au coin de la rue Saint-Benoît (décembre 1804 - août 1805)
- Passage du Panorama, n° 26 (1807-1808)
- Passage des Panoramas, n° 26 (1812-1829)

La page de titre porte généralement la mention « Chez Nepveu, libraire-éditeur », parfois « A. Nepveu ».